# 皮索特
皮索特（法語：Pissotte，法語發音：[pisɔt]）是法国卢瓦尔河地区大区旺代省的一个市镇，属于丰特奈勒孔特区。

## 地理
皮索特（46°29'45"N, 0°48'28"W）面积11.96 平方千米，位于法国卢瓦尔河地区大区旺代省，该省份为法国西部沿海省份，北起大西洋卢瓦尔省和曼恩-卢瓦尔省，西临大西洋，南至滨海夏朗德省，东部及东南部与德塞夫勒省接壤。
与皮索特接壤的市镇（或旧市镇、城区）包括：丰特奈勒孔特、布尔诺、隆热沃、梅尔旺、洛尔布里、塞里涅。

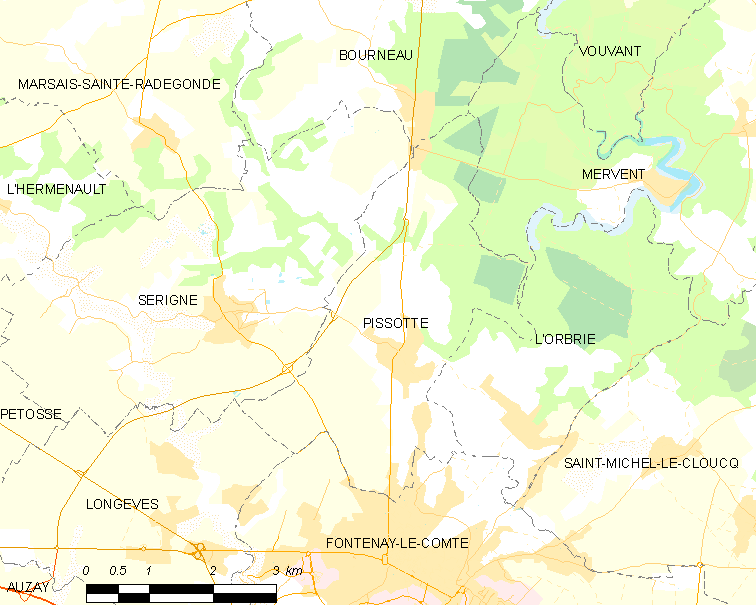
皮索特的OSM定位图

皮索特的时区为UTC+01:00、UTC+02:00（夏令时）。

## 行政
皮索特的邮政编码为85200，INSEE市镇编码为85176。

## 政治
皮索特所属的省级选区为丰特奈勒孔特县。

## 人口

1962-2008年间皮索特人口变化图示

皮索特于2022年1月1日时的人口数量为1144人。